# Sulphur Springs (Texas)
Sulphur Springs ist der County Seat des Hopkins County im Bundesstaat Texas der Vereinigten Staaten. Das U.S. Census Bureau hat bei der Volkszählung 2020 eine Einwohnerzahl von 15.941 ermittelt.
Sulphur Springs ist Teil der sozioökonomischen Region Ark-La-Tex, die Teile der vier Bundesstaaten Arkansas, Louisiana, Oklahoma und Texas umfasst.

## Geographie
Sulphur Springs liegt im Nordosten des Bundesstaates Texas im Süden der Vereinigten Staaten. Es liegt inmitten einer Seenlandschaft, die sich vom Nordosten Oklahomas bis in den Osten von Texas zieht. Es befindet sich etwa mittig zwischen den drei großen Seen Jim Chapman Lake, Lake Tawakoni und Lake Fork.
Nahegelegene Städte sind unter anderem Brashear (6 km westlich), Como (8 km südöstlich), Cumby (14 km westlich), Commerce (20 km nordwestlich) und Mount Vernon (28 km östlich). Etwa 70 Kilometer südwestlich befindet sich die Metropolregion Dallas.

## Geschichte
Der Name der Stadt leitet sich von den zahlreichen Schwefelwasserquellen ab, die zur Zeit der ersten Besiedlungen in der Umgebung vorkamen. Sowohl die Ureinwohner als auch die ersten Siedler nutzten diese Quellen, um sich dort niederzulassen. Schon Mitte des 19. Jahrhunderts wurden kleinere Geschäfte geführt. Bis 1853 bauten die Bewohner eine erste Kirche, die Bevölkerungszahl lag damals bei 441. Um den steigenden Bedarf zu decken, wurden Rohstoffe aus dem nahegelegenen Jefferson besorgt.
1854 wurde das erste Postamt errichtet. Der erste Name der Stadt war zu diesem Zeitpunkt Bright Star. 1854 zog die lokale Zeitung Texas Star hierher. 1871 wurde der County Seat des Hopkins County von Tarrant nach Sulphur Springs verlegt. Das erste Bankinstitut wurde 1855 gegründet und wird heute unter dem Namen City National Bank betrieben. 1857 wurde die erste Fabrik erbaut.
Ab 1868 wurde die Stadt für einige Jahre von Truppen der Nordstaaten besetzt. 1872 wurde eine Eisenbahnstrecke von Mineola nach Sulphur Springs gebaut. Durch die bessere Anbindung sowie die Bekanntheit der heilenden Wirkung der Wasserquellen zogen immer mehr Siedler hierher. Durch das Wachstum der Bevölkerung wurden die Quellen schon bald bebaut, sodass heute keine davon mehr aktiv ist. In den Folgejahren entstanden noch weitere Eisenbahnstrecken. Das 1895 erbaute Courthouse der Stadt steht auch heute noch.
Durch eine neue Struktur der politischen Führung der Stadt wuchs die Bevölkerung nach dem Zweiten Weltkrieg auf etwa 16.000. Es entstanden zahlreiche neue Farmen, Fabriken und Geschäfte. Von den 1940er Jahren bis 1995 war die Milchindustrie einer der Hauptbestandteile der lokalen Wirtschaft.

## Kultur
Im Ort befindet sich das Hopkins County Museum and Heritage Park.

## Verkehr
Im Süden und Osten wird die Stadt vom Interstate 30 durchquert, der unter anderem nach Fort Worth und Dallas führt. Auf gleicher Trasse verläuft der U.S. Highway 67. In Nord-Süd-Ausrichtung verlaufen der Texas State Highway 19 und Texas State Highway 154 durch die Stadt, in Ost-West-Ausrichtung außerdem der Texas State Highway 11.

## Demographie
Die Volkszählung 2010 ergab eine Bevölkerungszahl von 15.449, verteilt auf 5959 Haushalte und 3987 Familien. Die Bevölkerungsdichte betrug 314,6 Menschen pro Quadratkilometer. 68,4 % der Bevölkerung waren Weiße, 12,6 % Schwarze, 0,5 % Asiaten, 0,4 % Indianer und 0,03 % Pazifische Insulaner. 0,08 % entstammten einer anderen Ethnizität, 2,1 % hatten zwei oder mehr Ethnizitäten, 15,9 % waren Hispanics oder Lateinamerikaner jedweder Ethnizität. Auf 100 Frauen kamen 92 Männer. Das Durchschnittsalter lag bei 36,2 Jahren, das Pro-Kopf-Einkommen betrug 20.967 US-Dollar, womit 16,4 % der Bevölkerung unterhalb der Armutsgrenze lebte.

## Persönlichkeiten
- Kaci Brown (* 1988), Pop-Sängerin
- John D. Cherry (* 1951), Politiker
- Keenan Clayton (* 1987), Footballspieler
- Forrest Gregg (1933–2019), ehemaliger Football-Spieler. Er besuchte die Sulphur Springs High School.
- Tyreo Harrison (* 1950), Footballspieler
- Colleen Hoover (* 1979), Schriftstellerin
- Damione Lewis (* 1978), Footballspieler